# Kiss Me Once
Kiss Me Once är den australiska sångerskan Kylie Minogues tolfte studioalbum utgiven av Parlophone den 14 mars 2014. Den blev hennes första studioalbum sedan Aphrodite (2010) och första album under Jay-Z:s skivbolag Roc Nation. I Nordamerika släpptes av Warner Bros. Records den 18 mars 2014. Albumet blev också Minogues första under Warner Bros. efter Minogues flytt från Capitol Records 2013, då EMI köpte dess tillgångar av Universal Music Group 2011.

## Albuminformation
Efter utgivningen av The Abbey Road Sessions (2012) separerade Minogue från sin tidigare manager Terry Blamey. Efter det nya kontraktet med Roc Nation fortsatte Minogue arbetet på sitt tolfte studioalbum under 2013, och meddelade i februari 2013 att hon arbetat med sångaren och låtskrivaren Sia Furler.
Albumet spelades huvudsakligen in i Los Angeles, med ytterligare inspelningar hölls i New York och London. Andra kollaboratörer under 2013 inkluderade Darkchild, Brooke Candy, MNDR och will.i.am.

## Singlar
Albumets huvudsingel, "Into the Blue", hade premiär i Storbritannien på BBC Radio 2 den 27 januari 2014. Låten släpptes den 28 januari 2014 i de flesta länder. Musikvideon regisserades av Dawn Shadforth och släpptes den 3 februari 2014. Singeln nådde tolfteplatsen på Storbritanniens UK Singles Chart, och gick även in på Billboards topplistor och nådde däribland förstaplatsen på Hot Dance Club Songs.
Den andra singeln var "I Was Gonna Cancel", skriven och producerad av Pharrell Williams, och släpptes den 22 april 2014.

## Låtlista
| Nr  | Titel                              | Kompositör                                                                               | Producent                     | Längd |
| --- | ---------------------------------- | ---------------------------------------------------------------------------------------- | ----------------------------- | ----- |
| 1.  | Into the Blue                      | Kelly Sheehan, Mike Del Rio, Jacob Kasher                                                | Del Rio, Sheehan              | 4:08  |
| 2.  | Million Miles                      | Chelcee Grimes, Daniel Davidsen, Peter Wallevik, Mich Hansen                             | Wallevik, Davidsen, Cutfather | 3:28  |
| 3.  | I Was Gonna Cancel                 | Pharrell Williams                                                                        | Williams, Sheehan             | 3:32  |
| 4.  | Sexy Love                          | Wayne Hector, Autumn Rowe, Wallevik, Davidsen, Hansen                                    | Davidsen, Wallevik, Cutfather | 3:31  |
| 5.  | Sexercize                          | Sia Furler, Marcus Lomax, Jordan Johnson, Stefan Johnson, Clarence Coffee, Nella Tahrini | The Monsters & The Strangerz  | 2:47  |
| 6.  | Feels So Good                      | Tom Aspaul                                                                               | MNEK, Wayne Wilkins           | 3:37  |
| 7.  | If Only                            | Ariel Rechtshaid, Justin Raisen, Daniel Nigro                                            | Rechtshaid                    | 3:21  |
| 8.  | Les Sex                            | Amanda Warner, Peter Wade Keusch, Joshua Walker, MGI                                     | Walker, MGI                   | 3:47  |
| 9.  | Kiss Me Once                       | Furler                                                                                   | Jesse Shatkin                 | 3:17  |
| 10. | Beautiful (feat. Enrique Iglesias) | Enrique Iglesias, Mark Taylor, Alex Smith, Samuel Preston                                | Taylor, Smith                 | 3:24  |
| 11. | Fine                               | Karen Poole, Chris Loco, Kylie Minogue                                                   | Loco                          | 3:36  |

## Listplaceringar
| Lista (2014)                            | Högsta placering |
| --------------------------------------- | ---------------- |
| Australien (ARIA Charts)                | 1                |
| Österrike (Ö3 Austria Top 40)           | 14               |
| Belgien (Ultratop Flandern)             | 10               |
| Belgien (Ultratop Vallonien)            | 13               |
| Kanada (Canadian Albums Chart)          | 15               |
| Kroatien (IFPI Croatia)                 | 10               |
| Tcjekien (IFPI Czech Republic)          | 6                |
| Danmark (Tracklisten)                   | 20               |
| Nederländerna (MegaCharts)              | 10               |
| Finland (Finlands officiella lista)     | 24               |
| Frankrike (SNEP)                        | 10               |
| Tyskland (Media Control Charts)         | 9                |
| Ungern (Mahasz)                         | 1                |
| Irland (Irish Albums Chart)             | 4                |
| Italia (FIMI)                           | 13               |
| Japani (Oricon)                         | 40               |
| Nya Zeeland (RIANZ)                     | 13               |
| Polen (ZPAV)                            | 25               |
| Skottland (Scottish Albums Chart)       | 3                |
| Spanien (PROMUSICAE)                    | 9                |
| Schweiz (Schweizer Hitparade)           | 8                |
| Storbritannien (UK Albums Chart)        | 2                |
| USA Billboard 200                       | 31               |
| USA Dance/Electronic Albums (Billboard) | 3                |

## Utgivningshistorik
| Land           | Datum        | Format                       | Skivbolag                              | Referenser           |
| -------------- | ------------ | ---------------------------- | -------------------------------------- | -------------------- |
| Australien     | 14 mars 2014 | CD, CD+DVD, digital download | Parlophone, Warner Bros., Warner Music | [ 39 ] [ 40 ]        |
| Tyskland       | 14 mars 2014 | CD, CD+DVD, digital download | Parlophone, Warner Bros., Warner Music | [ 41 ]               |
| Frankrike      | 17 mars 2014 | CD, CD+DVD, digital download | Parlophone, Warner Bros., Warner Music | [ 42 ]               |
| Storbritannien | 17 mars 2014 | CD, CD+DVD, digital download | Parlophone, Warner Bros., Warner Music | [ 43 ]               |
| USA            | 18 mars 2014 | CD, CD+DVD, digital download | Parlophone, Warner Bros., Warner Music | [ 44 ] [ 45 ] [ 46 ] |
| Mexiko         | 18 mars 2014 | CD, CD+DVD, digital download | Parlophone, Warner Bros., Warner Music | [ 47 ]               |
| Japan          | 19 mars 2014 | CD, CD+DVD, digital download | Parlophone, Warner Bros., Warner Music | [ 48 ]               |